# Romina Oprandi
Romina Sarina Oprandi (ur. 29 marca 1986 w Jegenstorfie) – szwajcarska tenisistka reprezentująca Włochy do stycznia 2012 roku.

## Kariera tenisowa
Oprandi jest tenisistką profesjonalną od 2005 roku. W tym też sezonie zadebiutowała w gronie zawodowych tenisistek, biorąc udział w imprezie w Palermo. Przegrała wówczas z Cataliną Castaño. Już rok później na turnieju w Rzymie udowodniła, że stać ją na osiąganie dobrych wyników (był to jej drugi zawodowy występ). Doszła do ćwierćfinału, pokonując tak znaczące nazwiska w światowym tenisie, jak Samantha Stosur i Wiera Zwonariowa, przegrała ze Swietłaną Kuzniecową. Warto wspomnieć, że była bliska sensacji, prowadząc 5/3 w trzecim secie. 22 maja, po tym właśnie turnieju, awansowała ze 133 pozycji w rankingu na 95. Kolejny ćwierćfinał turniejowy osiągnęła w Budapeszcie, również na kortach ziemnych. Zadebiutowała w turnieju wielkoszlemowym na Wimbledonie, ale już w pierwszej rundzie pożegnała się z nim, trafiając na Rosjankę Kuzniecową. Mimo sukcesów na kortach ziemnych, nie zdołała przebrnąć eliminacji do najważniejszego z nich – Rolanda Garrosa. W roku 2006 występowała z powodzeniem w turniejach ITF. We wrześniu osiągnęła wówczas najwyższe miejsca rankingowe w karierze.
Podczas turniejów australijskich i nowozelandzkich na początku sezonu 2007 zdołała wygrać tylko jeden mecz. Miało to miejsce w Hobarcie, gdzie pokonała Jelenę Lichowcewą. Osiągnęła drugie rundy w Indian Wells i Amelia Island. Podczas turnieju w Budapeszcie odniosła kontuzję, w wyniku której zrezygnowała ze startu w J&S Cup.
W 2014 roku osiągnęła swój pierwszy finał zawodów cyklu WTA Tour. W Marrakeszu przegrała w finale singla z Maríą-Teresą Torró-Flor 3:6, 6:3, 3:6. W finale debla razem z Garbiñe Muguruzą pokonały Katarzynę Piter i Marynę Zanewśką 4:6, 6:2, 11–9.

## Życie prywatne
Romina urodziła się i mieszka w Szwajcarii. Trenerem jest jej brat Romeo. To właśnie dzięki niemu w wieku sześciu lat rozpoczęła grać w tenisa.

## Finały turniejów WTA
| Legenda                     | Legenda |
| --------------------------- | ------- |
| Wielki Szlem                |         |
| Igrzyska olimpijskie        |         |
| WTA Tour Championships      |         |
| 2009 – 2020                 |         |
| WTA Premier Mandatory       |         |
| WTA Premier 5               |         |
| WTA Premier                 |         |
| WTA International Series    |         |
| WTA 125K series (2012–2020) |         |

### Gra pojedyncza
| Końcowy wynik | Nr | Data             | Turniej   | Nawierzchnia | Przeciwniczka           | Wynik finału  |
| ------------- | -- | ---------------- | --------- | ------------ | ----------------------- | ------------- |
| Finalistka    | 1. | 27 kwietnia 2014 | Marrakesz | Ceglana      | María-Teresa Torró-Flor | 3:6, 6:3, 3:6 |

### Gra podwójna
| Końcowy wynik | Nr | Data             | Turniej   | Nawierzchnia | Partnerka        | Przeciwniczki                   | Wynik finału   |
| ------------- | -- | ---------------- | --------- | ------------ | ---------------- | ------------------------------- | -------------- |
| Zwyciężczyni  | 1. | 27 kwietnia 2014 | Marrakesz | Ceglana      | Garbiñe Muguruza | Katarzyna Piter Maryna Zanewśka | 4:6, 6:2, 11–9 |

## Wygrane turnieje rangi ITF
| turnieje z pulą nagród 100 000 $ |
| turnieje z pulą nagród 75 000 $  |
| turnieje z pulą nagród 50 000 $  |
| turnieje z pulą nagród 25 000 $  |
| turnieje z pulą nagród 15 000 $  |
| turnieje z pulą nagród 10 000 $  |

### Gra pojedyncza
|     | Data       | Turniej     | Kat. | ($)     | Naw.     | Finalistka             | Wynik         |
| 1.  | 28/03/2004 | Elda        | ITF  | 10 000  | ziemna   | Nuria Roig-Tost        | 6:2, 6:3      |
| 2.  | 20/02/2005 | Majorka     | ITF  | 10 000  | ziemna   | Anna Floris            | 6:3, 6:0      |
| 3.  | 13/03/2005 | Las Palmas  | ITF  | 10 000  | ziemna   | Tina Schiechtl         | 6:3, 6:2      |
| 4.  | 27/03/2005 | Rzym        | ITF  | 10 000  | ziemna   | Ana Jovanović          | 6:4, 7:6,     |
| 5.  | 03/04/2005 | Rzym        | ITF  | 10 000  | ziemna   | Magda Mihalache        | 6:4, 6:4      |
| 6.  | 15/05/2005 | Casale      | ITF  | 10 000  | ziemna   | Sandra Záhlavová       | 6:2, 6:0      |
| 7.  | 13/11/2005 | Meksyk      | ITF  | 25 000  | ziemna   | Kira Nagy              | 6:3, 6:0      |
| 8.  | 20/11/2005 | Puebla      | ITF  | 25 000  | twarda   | Jenifer Widjaja        | 6:1, 6:1      |
| 9.  | 09/04/2006 | Putignano   | ITF  | 25 000  | twarda   | Alberta Brianti        | 6:1, 1:6, 6:4 |
| 10. | 30/04/2006 | Torrent     | ITF  | 25 000  | ziemna   | Jekatierina Makarowa   | 6:1, 6:3      |
| 11. | 07/05/2006 | Antalya     | ITF  | 25 000  | ziemna   | Petra Cetkovská        | 6:3, 7:5      |
| 12. | 10/09/2006 | Denain      | ITF  | 75 000  | ziemna   | Stéphanie Foretz       | 6:3, 4:6, 6:3 |
| 13. | 24/08/2008 | Wahlstedt   | ITF  | 10 000  | ziemna   | Giulia Gatto-Monticone | 6:3, 6:0      |
| 14. | 14/03/2010 | Buchen      | ITF  | 10 000  | dywanowa | Iryna Buriaczok        | 6:1, 6:3      |
| 15. | 16/05/2010 | Caserta     | ITF  | 25 000  | ziemna   | Sloane Stephens        | 6:3, 6:3      |
| 16. | 04/07/2010 | Cueno       | ITF  | 100 000 | ziemna   | Pauline Parmentier     | 6:0, 6:2      |
| 17. | 26/09/2010 | Saint-Malo  | ITF  | 100 000 | ziemna   | Alizé Cornet           | 6:2, 2:6, 6:2 |
| 18. | 02/10/2011 | Las Vegas   | ITF  | 50 000  | twarda   | Alexa Glatch           | 6:7, 6:3, 7:6 |
| 19. | 16/10/2011 | Troy        | ITF  | 50 000  | twarda   | Varvara Lepchenko      | 6:1, 6:2      |
| 20. | 23/10/2011 | Rock Hill   | ITF  | 25 000  | twarda   | Grace Min              | 7:5, 6:1      |
| 21. | 15/07/2012 | Biarritz    | ITF  | 100 000 | ziemna   | Mandy Minella          | 7:5, 7:5      |
| 22. | 12/08/2012 | Bronx       | ITF  | 50 000  | twarda   | Anna Czakwetadze       | 5:7, 6:3, 6:3 |
| 23. | 17/05/2015 | La Marsa    | ITF  | 25 000  | ziemna   | Anastasija Sevastova   | 6:3, 6:3      |
| 24. | 09/08/2015 | Bad Saulgau | ITF  | 25 000  | ziemna   | Cristina Dinu          | 6:3, 6:3      |
| 25. | 16/08/2015 | Hechingen   | ITF  | 25 000  | ziemna   | Ana Bogdan             | 6:3, 1:6, 6:2 |
| 26. | 30/09/2018 | Antalya     | ITF  | 15 000  | twarda   | Daria Nazarkina        | 6:0, 6:2      |